# Seleção Tunisiana de Basquetebol Masculino
A Seleção Tunisiana de Basquetebol é a equipe que representa a Tunísia em competições internacionais. É gerida pela Federação Tunisiana de Basquetebol (francês:Fédération Tunisienne de Basket Ball) fundada em 28 de outubro de 1960 e com sede em Tunes.
Alcançou seu auge na década de 2010 com a classificação para o Mundial de 2010 na Turquia e para os Jogos Olímpicos de Verão de 2012, classificação alcançada com o título no Afrobasket 2011.